# Шамбеф (Лоара)
Шамбеф (фр. Chamboeuf) насеље је и општина у источној Француској у региону Рона-Алпи, у департману Лоара која припада префектури Монбризон.
По подацима из 2011. године у општини је живело 1570 становника, а густина насељености је износила 141,19 становника/km². Општина се простире на површини од 11,12 km². Налази се на средњој надморској висини од 431 метар (максималној 545 m, а минималној 366 m).

## Демографија
| 1962. | 1968. | 1975. | 1982. | 1990. | 1999. | 2011. |
| ----- | ----- | ----- | ----- | ----- | ----- | ----- |
| 430   | 445   | 712   | 866   | 1.100 | 1.358 | 1.570 |

График промене броја становника у току последњих година